# Santia longisetae
Santia longisetae là một loài chân đều trong họ Santiidae. Loài này được Kensley miêu tả khoa học năm 2003.